# Томашув-Болеславецки
Томашув-Болеславецки (пол. Tomaszów Bolesławiecki, бывш. нем. Thomaswaldau) — село в Польше, расположенное в Нижнесилезском воеводстве, в Болеславецком повете, в гмине Варта-Болеславецка.
До 1945 года входило в состав Германии/III рейха. Захвачено 10 февраля 1945 года в ходе Нижне-Силезской наступательной операции силами 54-й гвардейской танковой бригады и после этнической чистки вошло в состав Польши.

## Достопримечательности
- Костёл св. Ядвиги XIII/XIV-х веков, восстановлен после пожара в 1588 году, перестроен в 1768 году и в XIX—начале XX веков.
- Кладбище при церкви с 1588 года
- дворцовый комплекс XIX-го века:
  - Дворец в Томашове Болеславецком, XIX в.
  - усадьба, 1701 год, перестроена в XIX—начале XX в.
  - две хозяйственные постройки на дворе, XIX в.
  - коровник, XIX век
  - парк, XVIII-XIX века
  - павильон в парке (руины), XVIII век
  - развалины дворца, XVII век
- дом № 22, 1870 г.
- дом № 191, XVIII в., перестроен в XIX—начале XX в.